# أوبي وان كينوبي (مسلسل)
أوبي وان كينوبي (بالإنجليزية: Obi-Wan Kenobi) هو مسلسل محدود أمريكي قادم سيعرض على ديزني+ مبني على شخصية أوبي وان كينوبي وستدور أحداثه بعد عشر سنوات من فيلم حرب النجوم الجزء الثالث: انتقام السيث.المسلسل من إخراج ديبورا تشاو وبطولة إيوان مكريغور،هايدن كرستنسين وجويل إجيرتون.من المقرر عرض المسلسل في 2022 وسيتكون من 6 حلقات.